# Didiévi

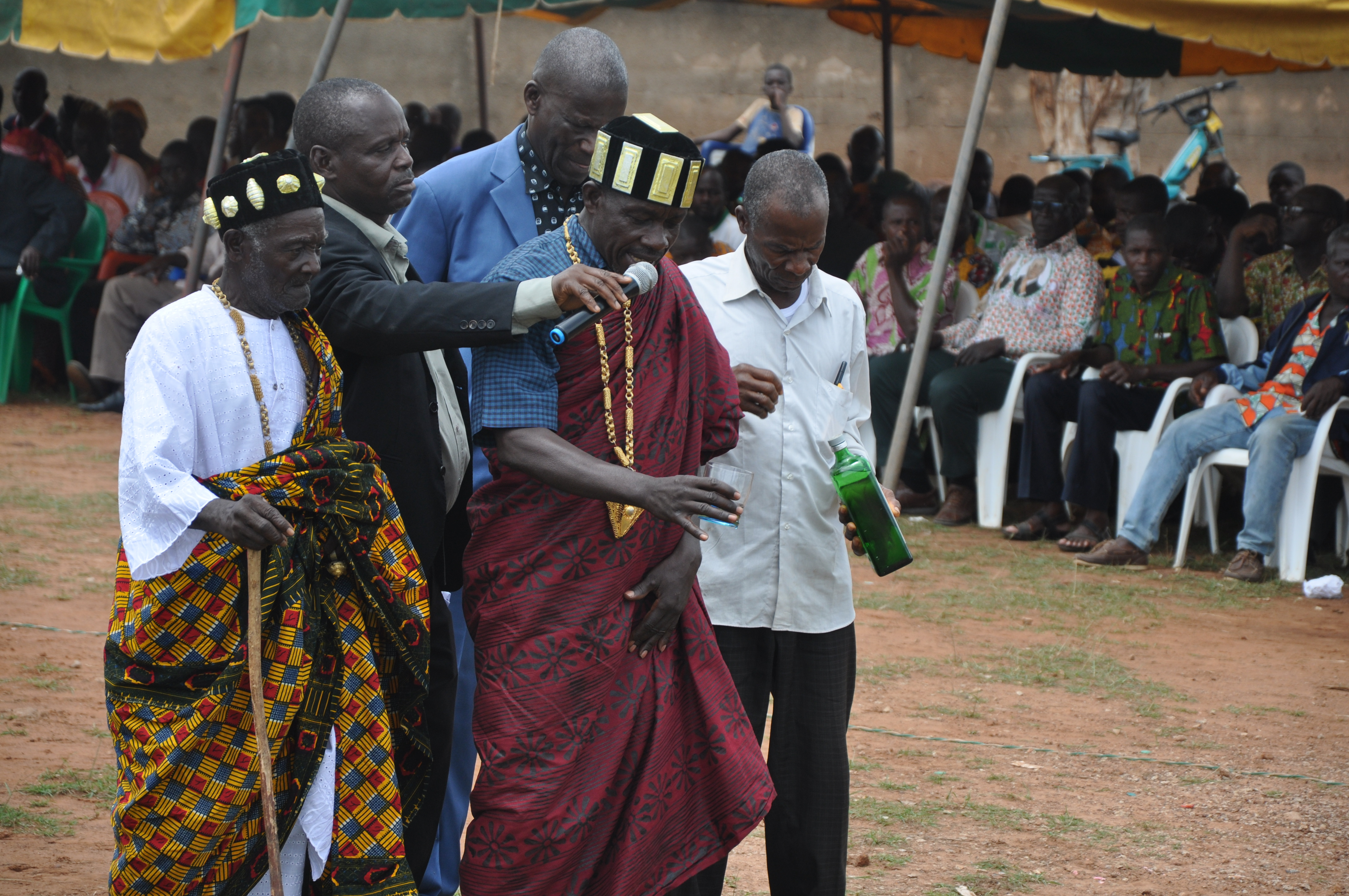
Traditionellt klädda ledare i Didiévi.

Didiévi är en stad i centrala Elfenbenskusten. Den är huvudort i departementet med samma namn i distriktet Lacs. Vid folkräkningen 2014 hade den 7 917 invånare. Staden bebos huvudsakligen av bauleer.

## Artikelursprung
Den här artikeln är helt eller delvis baserad på material från franskspråkiga Wikipedia, Didiévi, tidigare version.